# ريدوغ (أنغلزي)
ريدوغ (بالإنجليزية: Gwredog)‏ هي منطقة سكنية تقع في ويلز في أنغلزي.